# باشگاه فوتبال دربند
باشگاه فوتبال دربند (به لاتین: FC Derbent) یک باشگاه و تیم فوتبال پیشین در شهر دربند در کشور روسیه است.